# Santa Marcella (församling)
Santa Marcella är en församling i Roms stift, belägen i quartiere Ostiense i södra Rom och helgad åt den heliga martyren Marcella (död 410). Församlingen upprättades den 13 maj 1958 av kardinalvikarie Clemente Micara genom dekretet Qua celeritate. 

Församlingen förestås av stiftspräster.
Till församlingen Santa Marcella hör följande kyrkobyggnader och kapell:
- Santa Marcella, Via Giovanni Battista Belzoni 1
- Monastero di San Cosimato, Via Ambrogio Contarini 10

## Institutioner inom församlingen
- Scuola «Santa Maria della Porziuncola»
- Verbo Divino
- Casa Generalizia (Suore Francescane Missionarie di Gesù Bambino (F.M.G.B.))
- Comunità (Suore Missionarie della Sacra Famiglia (M.S.F.))
- Monastero di San Cosimato (Monache Clarisse di San Cosimato)
- Casa di Procura (Ordine Libanese Maronita (Baladiti) (O.L.M.))
- Casa Generalizia (Missionari della Sacra Famiglia (M.S.F.))
- Collegio del Verbo Divino (Società del Verbo Divino (Verbiti) (S.V.D.))
- Curia Generalizia (Missionari del Preziosissimo Sangue (C.PP.S.))
- Casa di Cura «Marco Polo»
- Società degli Oblati della Madonna – Istituti degli Oblati della Madonna del Rosario – Associazione di Fedeli